# Cayos Siete Hermanos
Los Cayos Siete Hermanos son un grupo de islotes que se hallan situados al noroeste de las costas de Monte Cristi, en el país caribeño de República Dominicana, compuesto como su nombre indica por un conjunto de siete cayos llamados: Terrero, Monte Grande, Ratas, Muertos, Arenas, Tororú y Monte Chico al sureste. Se hallan dentro de los límites del Refugio de Vida Silvestre que posee el mismo nombre. Estos son visitados por turistas y pescadores.